# Bevrijdingsraam Gouda
Het bevrijdingsraam of bevrijdingsglas, is een gedenkteken in de stad Gouda ter herinnering aan de bevrijding van de Duitse bezetting in Nederland.

## Achtergrond
Vanaf de 16e eeuw werden in de Sint-Janskerk gebrandschilderde glas-in-loodramen geplaatst, die bekend werden als de Goudse glazen. Eind 1939 werden de glazen in verband met de dreiging van de Tweede Wereldoorlog elders ondergebracht, na de oorlog werden ze teruggeplaatst. 
Burgemeester James nam het initiatief tot de oprichting van na de oorlog van het Comité Gedenkraam St.-Janskerk. Charles Eyck, Hans van Norden, ir. Meijschke en Jaap Weyand kregen in 1946 de opdracht een ontwerp te maken voor een 'gedenkraam 1940-1945'. Eyck mocht uiteindelijk met zijn ontwerp aan de slag, het raam werd vervaardigd in het atelier Flos in Steyl.
Het Bevrijdingsraam toont onder de vier ruiters van de Apocalyps diverse figuren en taferelen uit de oorlog, waaronder kampgevangenen, de Grüne Polizei en de Jodenvervolging, en het feest van de bevrijding. Dat het raam een nationaal karakter heeft blijkt uit dat onderaan naast de wapens van Gouda en Nederland alle provinciewapens zijn geplaatst. De centrale groep figuren met vlaggen werd in de pers vergeleken met "een groep uit de Franse revolutie, en men kan zich zelfs verbeelden, dat deze opmarcherende lieden de Marseillaise zingen, zo kleurig en warm heeft Charles Eyck dit centrale deel gepenseeld."
Het raam werd op zaterdag 8 november 1947 onthuld door Jos Gielen, minister van Onderwijs, Kunsten en Wetenschappen, in aanwezigheid van onder anderen de burgemeesters van Amsterdam, Haarlem en Leiden, jhr. Pieter Feyo Onno Rembt Sickinghe namens koningin Wilhelmina, en Yge Foppema, schrijver van de dichtregels op het raam. Eyck kreeg na de onthulling in het Stedelijk Museum de versierselen overhandigd van ridder in de Orde van Oranje-Nassau. Hij stuurde de onderscheiding bijna twintig jaar later terug, omdat hij zich niet kon verenigen met een huwelijk tussen prinses Beatrix en de Duitse Claus von Amsberg.

## Beschrijving
In de kop van het 8 meter hoge raam zijn in het noodweer de silhouetten van vliegtuigen zichtbaar, terwijl de vier apocalyptische ruiters bliksemschichten naar beneden gooien. Daaronder zijn boerderijtjes te midden van ondergelopen land en door bombardementen vernielde huizen afgebeeld.
Daaronder is een grote groep feestvierende mensen met vlaggen te zien, met centraal in de meute een man en vrouw met kinderen om hen heen en honden aan weerszijden. In kleine taferelen in de buitenrand van het raam wordt verwezen naar de activiteiten van de bezetter tijdens de oorlogsjaren: aan de linkerkant opgehangen verzetsstrijders, de razzia's en concentratiekampen, aan de rechterkant de deputatie van burgers en de Jodenvervolging. Eronder zijn links het wapen van Gouda en rechts het wapen van Nederland afgebeeld.
Helemaal onder in het raam zijn de wapens van de elf provincies geplaatst, met daarboven in een banderol regels uit het gedicht Ongenoemde doden van Yge Foppema:

GEDENKEN HEN, DIE, TOEN HET VOLK VERSLAGEN EN MACHT'LOOS SCHEEN,
 DE VAAN DER VRIJHEID HEBBEN HOOGGEDRAGEN, DOOR ALLES HEEN

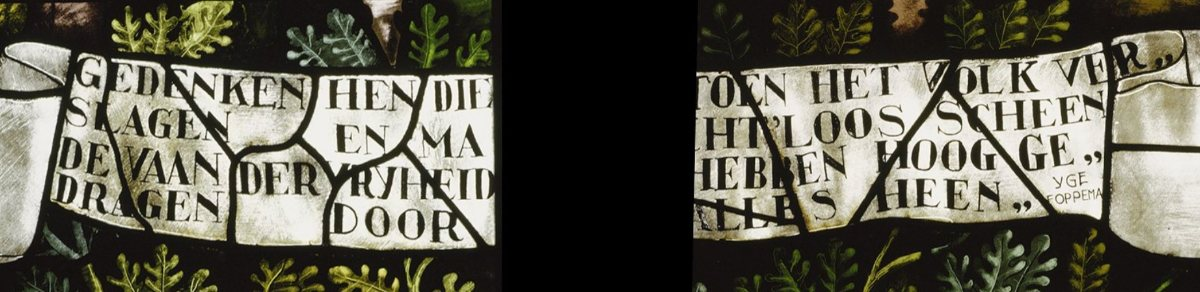

Op een wit schild uiterst links staat een tekst uit Exodus: "GY LEIDDET DOOR UW WELDADIGHEID DIT VOLK, DAT GY VERLOST HEBT"

## Afbeeldingen

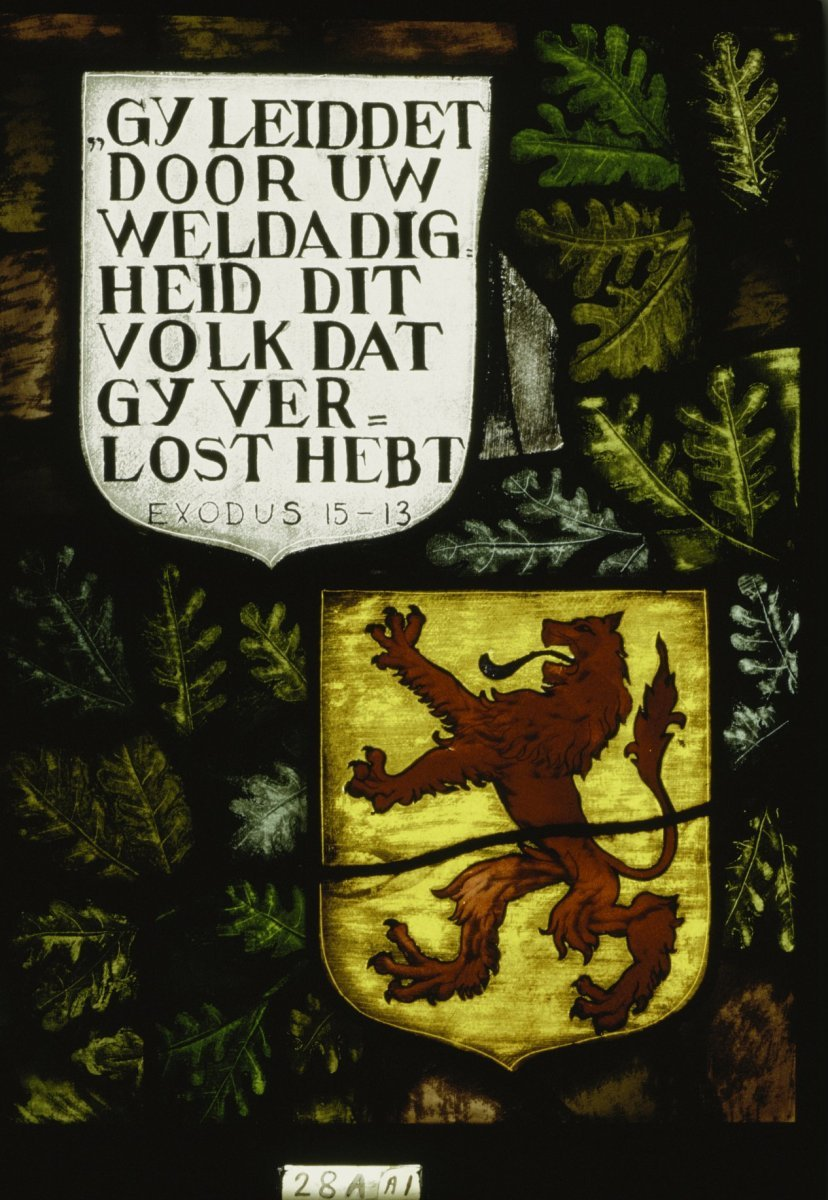
Tekst uit Exodus
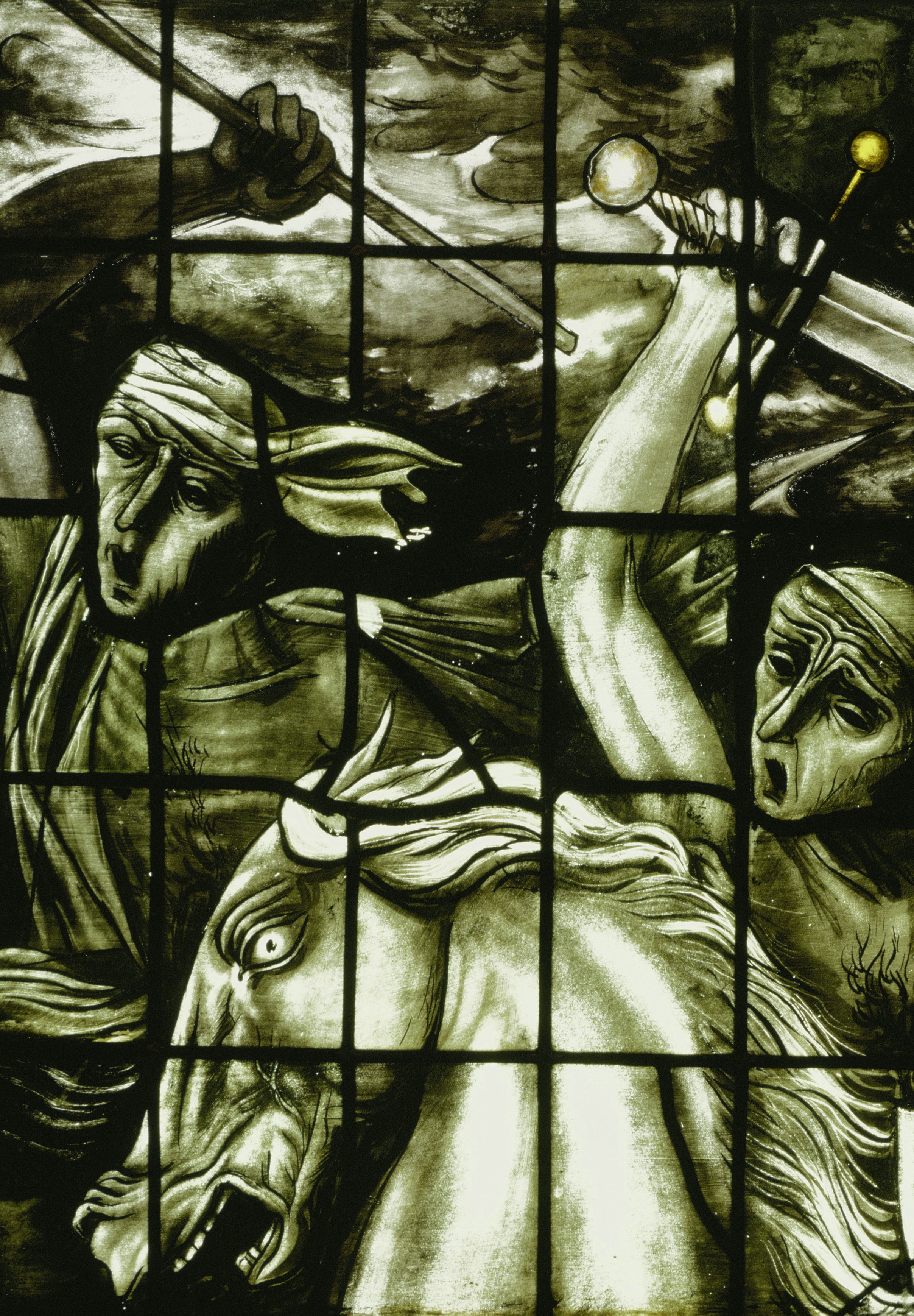
De apocalyptische ruiters
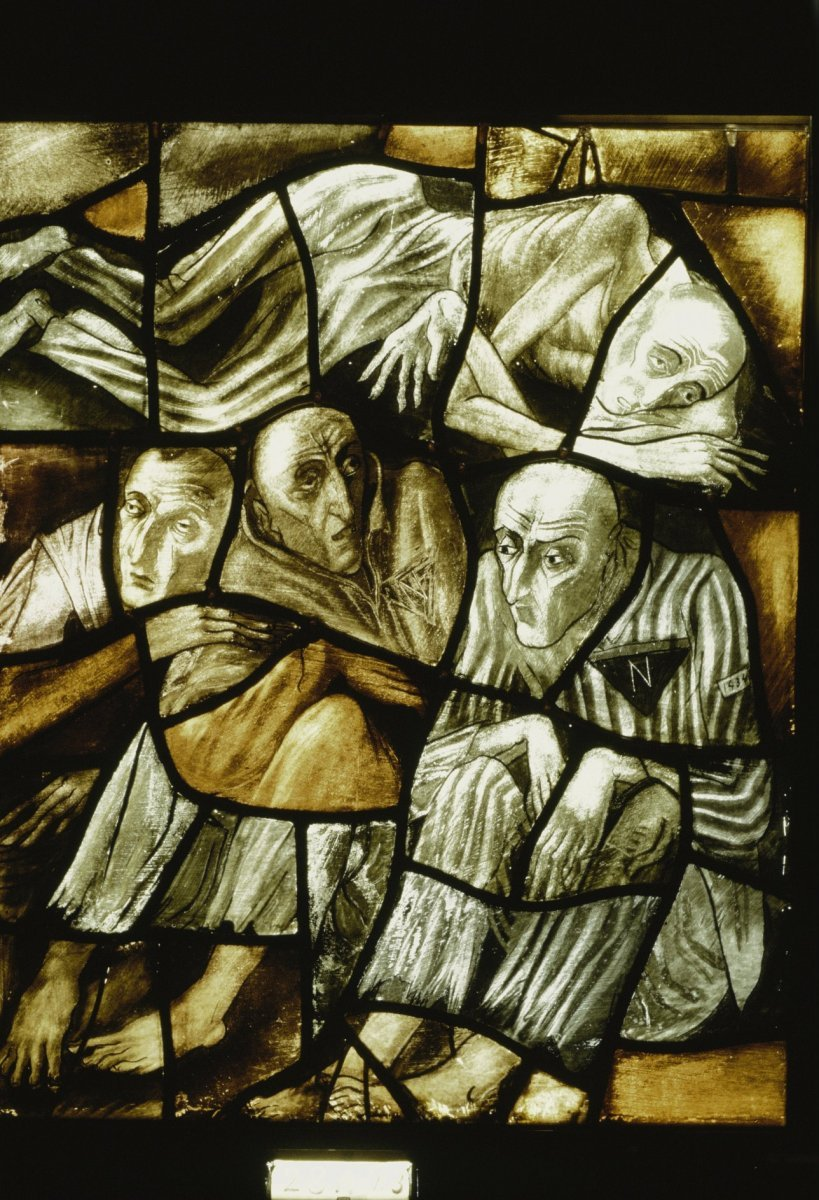
Kampgevangenen
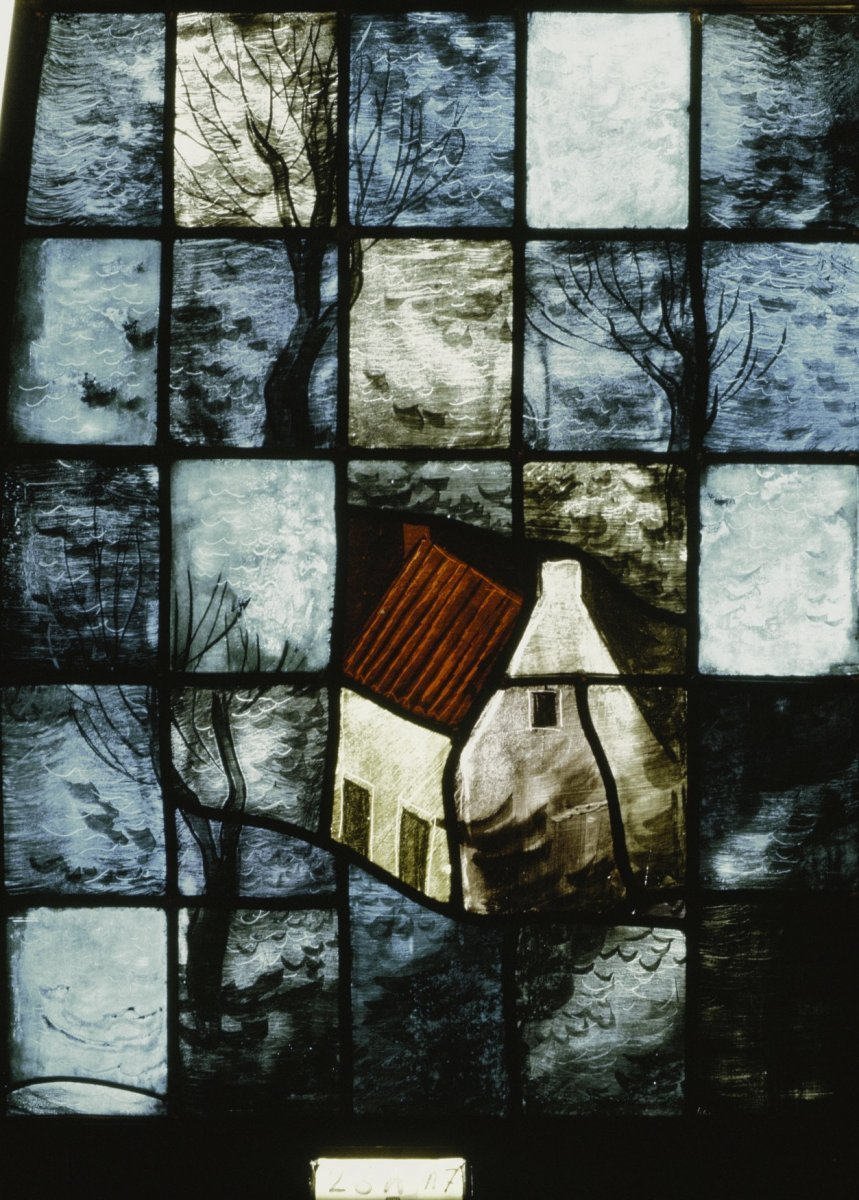
Onder water gezet land
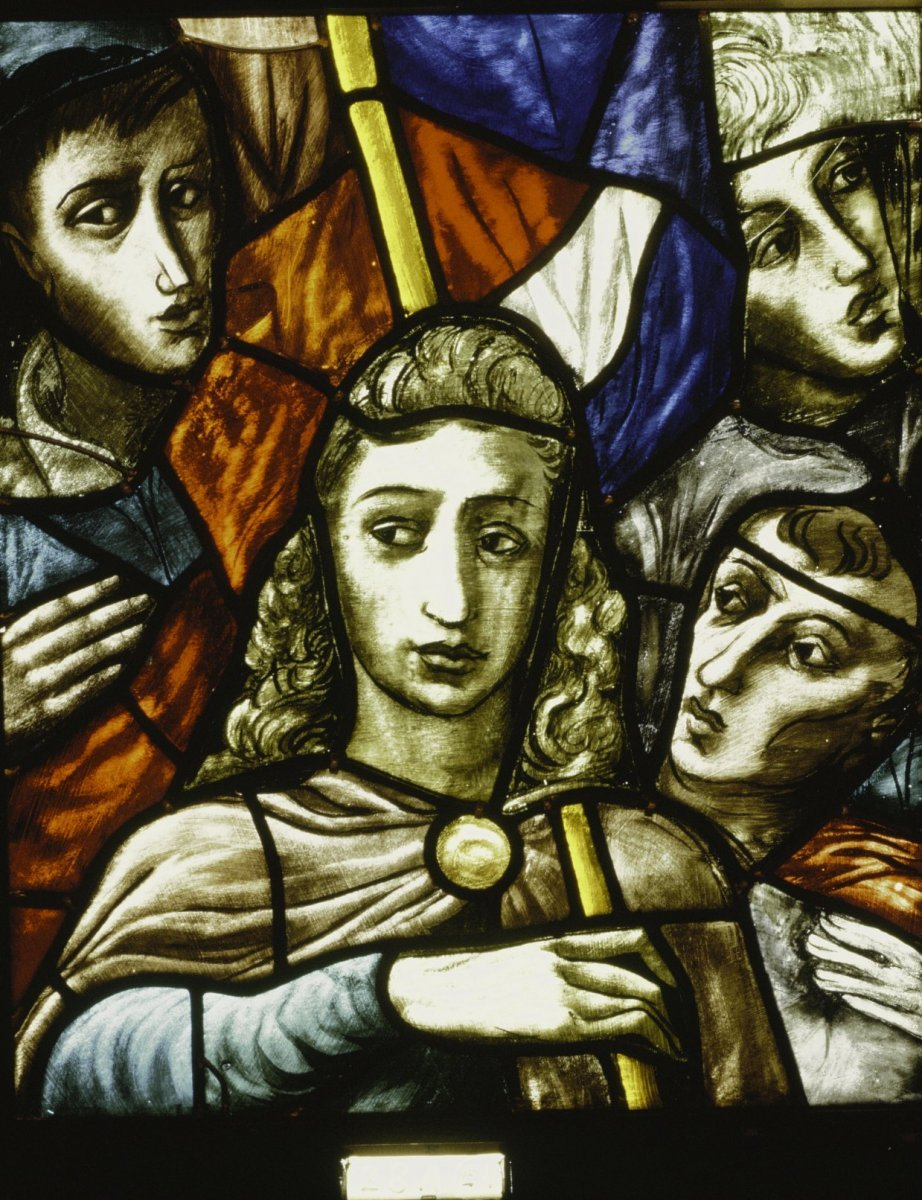
De bevrijding
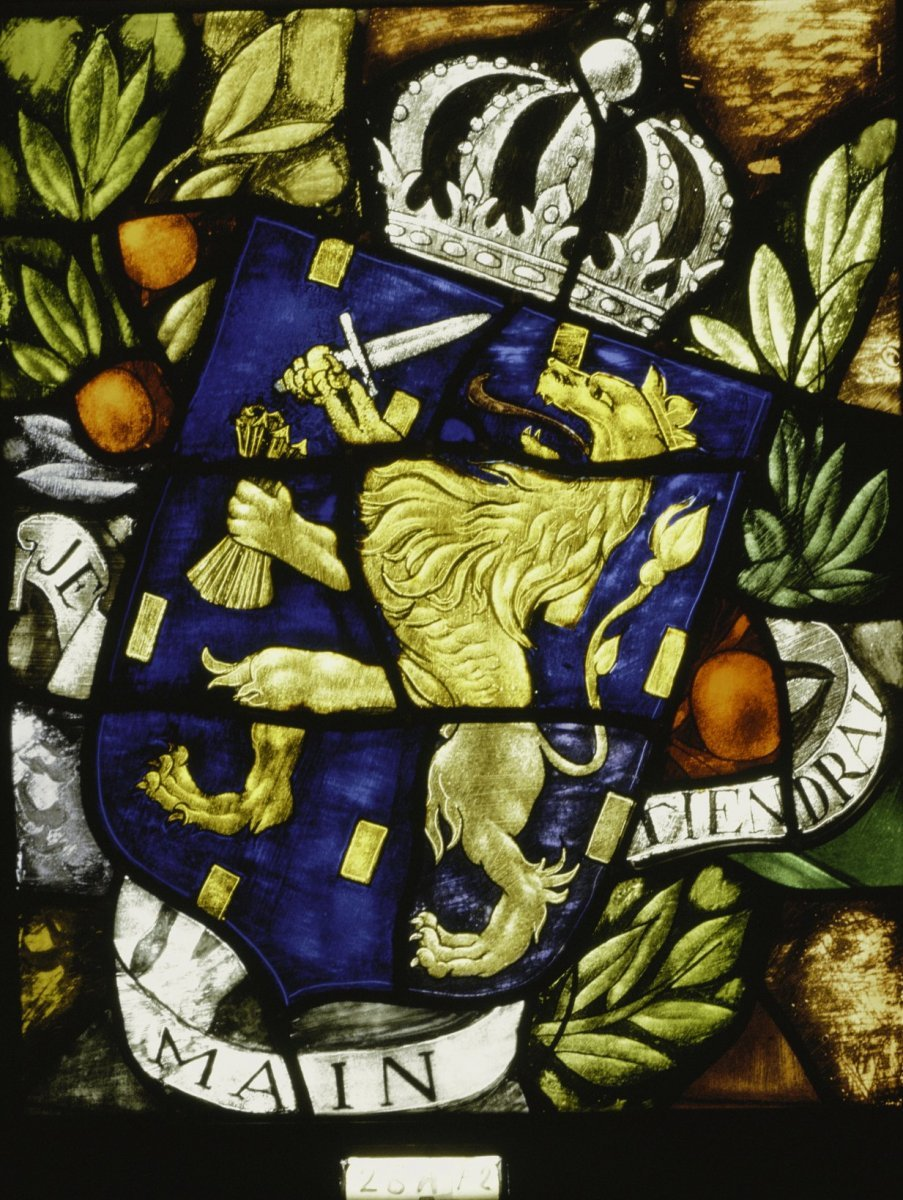
Wapen van Nederland
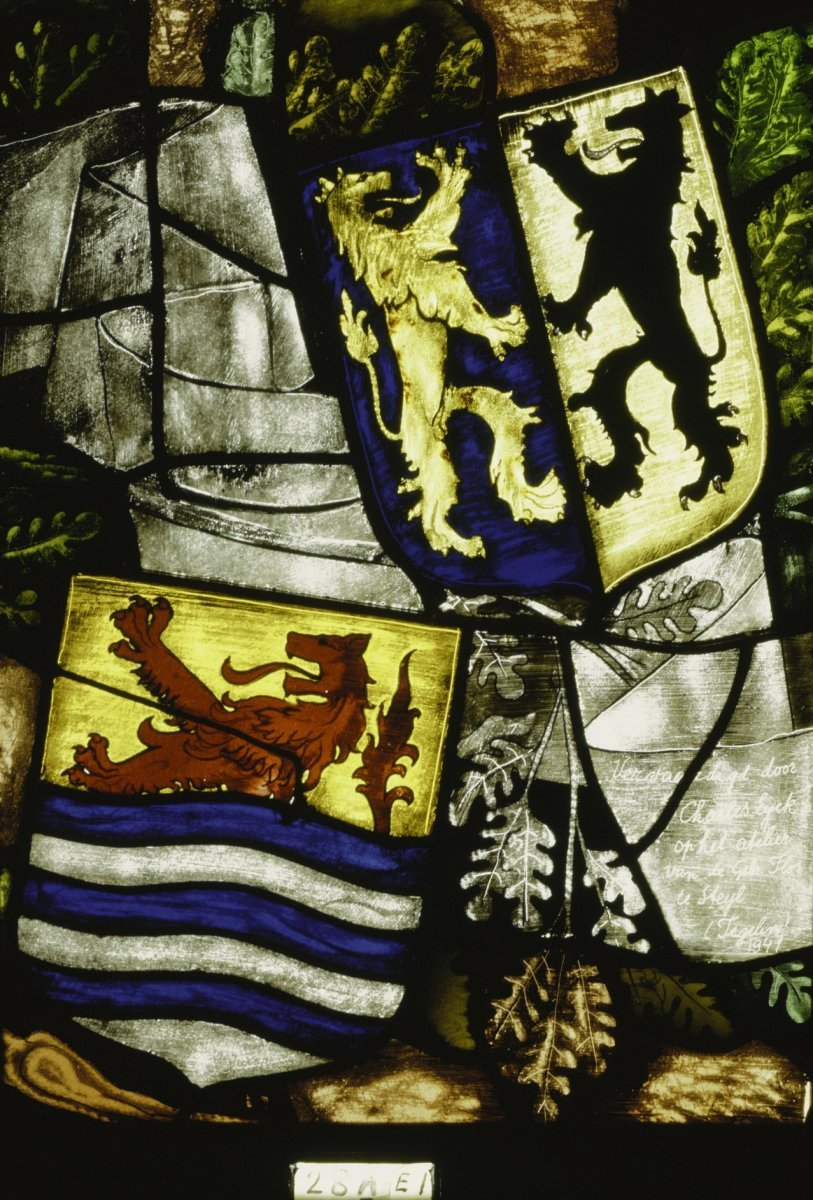
Ondertekening van Eyck